# Rakovice (Piešťany)
Rakovice es un municipio del distrito de Piešťany en la región de Trnava, Eslovaquia, con una población estimada a final del año 2024 de 641 habitantes.
Se encuentra ubicado en el centro-este de la región, cerca del río Váh (cuenca hidrográfica del Danubio) y de la región de Nitra.

## Demografía
| Año        | 1994 | 2004    | 2014     | 2024     |
| ---------- | ---- | ------- | -------- | -------- |
| Población  | 475  | 509     | 570      | 641      |
| Diferencia |      | +7,15 % | +11,98 % | +12,45 % |

| Año        | 2023 | 2024    |
| ---------- | ---- | ------- |
| Población  | 631  | 641     |
| Diferencia |      | +1,58 % |